# Eötvös Lajos
Ráczkevi Eötvös Lajos (Mezőszentgyörgy, 1848. március 1. – Budapest, 1872. március 6.) bibliográfus.

## Élete
Eötvös Károly képviselő öccse volt. 1858. október 1-jétől a pápai református gimnáziumban tanult; 1866-ban magántanítással könnyített nehéz anyagi körülményein; 1866. július 20. bevégezte középiskoláit és november 17. első éves joghallgatónak iratkozott be Pápán. Ettől kezdve a fiatal tanuló mindig több és több adattal járult az irodalom, különösen a protestáns irodalom történetéhez és a szakemberek figyelmét is magára vonta. 1867 őszén Szabó Károly Kolozsvárra hívta, hol jogot hallgatott és könyvtárnoki tisztet viselt. Itt a nagy bibliográfus vezetése mellett régi szenvedélye az irodalomtörténet és könyvészet iránt mindinkább kifejlődött és határozottabb irányt vett. Miután a második jogévet is elvégezte, Pestre ment teológiára, s itt a Ráday-könyvtárban félévig dolgozott és a nemzeti múzeumnál megkezdett könyvtárrendezésben mint napidíjas részt vett. 1870-ben államsegéllyel a bécsi egyetemre ment, hogy ott a német nyelv mellett, a régi könyvészetet, paleográfiát, heraldikát és az összes könyvtártudományt tanulja s magát könyvtárnokká kiképezze. Pulszky Ferenc ajánlóleveleivel bécsi császári udvari könyvtárba s minden gyűjteménybe bejuthatott. Sokat dolgozott és a gyenge test összeroskadt a munka terhe alatt. Bécsből betegen tért vissza Budapestre, midőn a múzeumhoz könyvtártisztviselővé nevezték ki. 1871 nyarán még részt vett a történeti társulat zempléni kirándulásában s ez alkalommal a homonna-sztárai levéltárt búvárló bizottság munkálataiban még igen tevékeny részt vett; azonban tüdőbaja elhatalmasodott rajta, s nem sokkal később elhunyt.

## Munkái
Első irodalmi kísérlete a Politikai Ujdonságokban (1864. Pápai levél) jelent meg; könyvészeti s vegyes dolgozatait azután többnyire a Vasárn. Ujságban közölte (1864-től fogva, 1866. A Mondolatpör st.), mely lapoknak élete utolsó éveiben belső munkatársa volt; irt még a Koszorúba (1865. Petőfi Sándor ifjúkori kisérletei), a Prot. Egyh. és Iskolai Lapba (1866. Dévay Biró Mátyás kádártai lelkipásztorkodása, Adalék az angol egyetemeken tanult magyarokhoz, A heidelbergi Káté legelső magyar kiadása 1868. Adalék Bornemisza Péter reformátorunk ösmeretéhez), a Képes Ujságba (1868. Még egyszer az iparszabadság és czéhrendszer, Szentgyörgyi Timót névvel), a Veszprémbe (1866. A pápai nyomda működésének rövid vázlata, Veszprémmegye irói), a Fővárosi Lapokba (1866. Jósika Miklós élete és hatása az irodalomra, a pápai Péczelydíjat nyert pályamű, 1870. A magyar nőtanodák legelső megpendítője, Petőfi Sándor pápai élete, 1871. tárczaczikkek), a Századokba 1868–69. A pápai nyomda története (1577–1867. 1871. kisebb történeti s irodalomtörténeti czikkek), a Sárospataki Füzetekbe (XIII. 1869. Fegyverneki Izsák sárospataki tanár emlékezete), a Hazánk és Külföldbe (1870), a Budapesti Közlönybe (1870. Könyvészeti közlemények a nemzeti múzeum könyvtárából), a Figyelmezőbe (1871. Egyháztörténelmi forgácsok: Hol halt meg Kálmáncsai Sánta Márton magyar reformátor? sat.), Szana Figyelőjébe (1871), a P. Naplóba, Honba, az erdélyi Prot. Lapba sat.
Álnevei: Ráczkevi, Bodó Lajos és Eö. L.